# Biljana Pavićević (basket-ball)
Pour les articles homonymes, voir Biljana Pavićević.
Biljana Pavićević, née le 17 juin 1980 à Nikšić (Monténégro), est une joueuse de basket-ball monténégrine de 1,91 m évoluant au poste d'intérieure.

## Biographie
Elle est engagée par Tarbes en fin de saison comme joker médical d'Ana-Maria Cata-Chitiga.

## Parcours
- 2004-2005: Novi Sad (Serbie)
- 2005-2006: Miskolc (Hongrie)
- 2006-2008: Limassol (Chypre)
- 2008-2009: Livourne (Italie)
- 2008-2009: Bijelo Polje (Monténégro)
- 2009-2010: Limassol (Chypre)
- 2009-2010: Banja Luka (Bosnie)
- 2010-2011: Minsk (Biélorussie)
- 2011: Tarbes (LFB)

## Palmarès
- Championne de Chypre en 2007, 2008 et 2010
- Vainqueur de la Coupe de Chypre en 2008 et 2010
- Championne du Monténégro en 2009
- Vainqueur de la Coupe du Monténégro en 2009